# شيمه شبراليا
شيمه شبراليا مواليد 6 ديسمبر 1983 في زادار، جمهورية كرواتيا الاشتراكية، هو لاعب كرة سلة كرواتي. بدأ مسيرته الاحترافية في سنة 2000. يلعب في الدوري الكرواتي لكرة السلة الدرجة الأولى كلاعب وسط. يحمل الرقم 21. يبلغ طوله 6 قدم 9 بوصة (2.1 م).

## المسيرة الاحترافية
لعب مع نادي زادار لكرة السلة من سنة 2000 إلى 2005، ثم لعب مع نادي سبليت لكرة السلة من سنة 2005 إلى 2008، ثم لعب مع نادي نيمبورك لكرة السلة في موسم 2011–2012، ثم لعب مع نادي تيميشوارا لكرة السلة في سنة 2012، ثم لعب مع ترفل سوبوت في موسم 2012–2013، ثم لعب مع جويرينو فانولي باسكت في الدوري الإيطالي في موسم 2013–2014.

## روابط خارجية
- شيمه شبراليا على موقع الاتحاد الدولي لكرة السلة (الإنجليزية)
- شيمه شبراليا على موقع كرة السلة الأوروبية.كوم (الإنجليزية)
- شيمه شبراليا على موقع ريلجم (الإنجليزية)
- شيمه شبراليا على موقع بروبوليرز (الإنجليزية)
- شيمه شبراليا على موقع سبورتس رفرنس (الإنجليزية)